# جامع بايز أغا (أربيل)
جامع بايز أغا في محافظة أربيل من مساجد العراق الأثرية القديمة، ولقد بني عام 1015هـ/1606م، من قبل بايز أغا الجد الأكبر لعبد الرزاق أغا، ويقع في محلة (بايز أغا) التي سميت على أسمهِ، في قضاء كويه التابع لمحافظة أربيل، وكان بناء المسجد من اللبن المصنوع من طين ثم تم ترميمه، ولقد أشترى بايز أغا دوراً عديدة مجاورة للمسجد وألحقها به، فكانت احداها لسكن الإمام والمدرس والبقية استاجرها وجعل واردها وقفاً يصرف على المسجد واحتياجاته.
ولقد جرى ترميمه عام 1285هـ/1868م، من قبل الحاج حسين مام قادر، ويحتوي المسجد على مصلى واسع ويتوسط المصلى محراب بني من الطابوق، وتحيط بمبنى الحرم شرفة تقوم على أعمدة كونكريتية، وفي باحتهِ محلات للوضوء، وفيه غرفة خاصة بإمام المسجد، ومن الأئمة الأعلام الذين تعاقبوا على منصب الإمامة فيهِ الملا محمد بن الملا إسماعيل القاضي الشرعي والمدرس في المدرسة الدينية عام 1200هـ/1785م، وكذلك الإمام الملا عباس من منطقة بشدر الذي قضى في المسجد فترة أربعين عاما.